# Flogging a Dead Horse
Flogging a Dead horse (englisch für „ein totes Pferd schlagen“) ist eine englischsprachige Redewendung. Sie beschreibt ein Verhalten, bei dem Zeit oder Kraft vergeblich in eine bereits gescheiterte oder offensichtlich zum Scheitern verurteilte Angelegenheit investiert wird.

## Verwendung
Der erste prominente Gebrauch des Ausdrucks wird dem englischen Politiker John Bright zugeschrieben, der damit die spätere Britische Parlamentsreform von 1867 charakterisierte. Bright, einer der bedeutendsten Rhetoriker seiner Generation und ein Vertreter der Radikalen hatte damit die lange vor sich hindümpelnde englische Wahlrechtsreform bezeichnet. Er versuchte so, die anfänglich wenig interessierten Parlamentsmitglieder zu mehr Engagement zu veranlassen. Die letztlich durchgeführte Reform hatte erhebliche Auswirkungen, da sie die zugelassene Wählerschaft nahezu verdoppelte. Im Oxford English Dictionary wird ein Artikel von The Globe, einige Jahre später, 1872 als frühester nachweislicher schriftlicher Beleg der Redewendung angegeben.

## Mögliche Vorgänger
Bereits im 17. Jahrhundert stand der Ausdruck dead horse für eine im Voraus bezahlte Arbeitsleistung. Im Voraus bezahlte Arbeit wurde demnach weniger sorgfältig oder vollständig durchgeführt, der Auftraggeber hatte aber wenig Sanktions- oder Motivationsmöglichkeiten. Bei Schiffsbesatzungen, die zumeist für den ersten Monat auf dem Boot im Voraus bezahlt wurden, gab es die Tradition einer Dead-Horse-Feier nach Abschluss dieser Zeit.
Das tote Pferd schlagen war vor Bright nun ungewöhnlich. Bekannt war aber die als etwas gestelzt geltende Redewendung to slay the slain (die Erschlagenen erschlagen). Sie findet sich bei John Drydens Alexanders Feast und geht auf ein Zitat aus Sophokles’ Antigone zurück.“Nay, allow the claim of the dead; stab not the fallen; what prowess is it to slay the slain anew?” (Monolog des Tiresias, deutsch: „Weich du dem Toten und verfolge nicht Den, der dahin ist. Welche Kraft ist das, Zu töten Tote?“)
Slay the slain anzuführen, galt als Zeichen von Bildung und Ausdruck eines gehobenen literarischen Stils. Dies findet sich unter anderem bei dem im Rahmen der Hippocampus-Debatte veröffentlichten Spottgedicht Monkeyana in Punch. Hintergrund war eine öffentlich ausgetragene Debatte im Mai 1861 und weitere Auseinandersetzungen um Charles Darwins Origin of Species und dessen Verteidigung durch Thomas Henry Huxley.
Brights Zitat fasst damit zwei unterschiedliche Redewendungen aus verschiedenen Sprachebenen in einem einprägsamen Bild zusammen. Olivia Isils Buch zu maritimen Redewendungen in der englischen Alltagssprache nimmt dies im Titel mit auf.

“When a Loose Cannon Flogs a Dead Horse There’s the Devil to Pay: Seafaring Words in Everyday Speech”

„Wenn ein wandelndes Pulverfass ein totes Pferd prügelt, kommt das dicke Ende noch zum Schluss – Maritime Ausdrücke in der Alltagssprache“

## Weitere Verwendungen
Der israelische Wissenschaftshistoriker Joseph Agassi verfasste einen Essay unter dem Titel

“On the Merit of Flogging Dead Horses”

„Warum es sich lohnt, tote Pferde zu prügeln“

Er spricht sich bei wissenschaftlichen Arbeiten dafür aus, gelegentlich doch einst gründlich widerlegte Theorien neu zu untersuchen. Dies sei bei wissenschaftlichem Arbeiten auch nicht zu vermeiden.
Es gibt unter anderem einige Musikalben, die auf die Redewendung anspielen. Flogging a Dead Horse von den Sex Pistols stellte bereits nach Auflösung der Band 1980 noch einige erfolgreiche Singles zusammen. Beating Dead Horses stammt von der Industrial-Metal-Band 16Volt, Beating a Dead Horse to Death… Again ist ein 2008 erschienenes Album von Dog Fashion Disco.
Als Buchtitel findet sie sich bei der Biographie und Werkübersicht des Künstlerbrüderpaars Jake und Dinos Chapman. Die beiden Provokateure hatten unter anderem Originalaquarelle von Adolf Hitler aufgekauft und unter dem Titel If Hitler Had Been a Hippy How Happy Would We Be mit Smileys und Sonnenblumen versehen.